# Station Clichy - Levallois
Station Clichy - Levallois is een spoorwegstation aan de spoorlijn Paris-Saint-Lazare - Le Havre. Het ligt in de Franse gemeente Clichy, bij de grens met Levallois-Perret in het departement Hauts-de-Seine (Île-de-France).

## Geschiedenis
Het station werd op 5 juli 1838 geopend, maar op 13 augustus van dat jaar werd het station alweer gesloten vanwege een tekort aan reizigers. Tussen 1842 en 1844 wordt er opnieuw geëxperimenteerd, maar zonder succes. Op 4 oktober 1869 werd een station geopend op kilometerpunt 3,500. In 1902 is het station op zijn huidige plek komen te staan.

## Ligging
Het station ligt op kilometerpunt 3,203 van de volgende spoorlijnen: (van noord naar zuid)
- Paris-Saint-Lazare - Mantes-Station via Conflans-Sainte-Honorine (Groupe VI)
- Paris-Saint-Lazare - Ermont-Eaubonne (Groupe IV)
- Paris-Saint-Lazare - Le Havre (Groupe V)
- Paris-Saint-Lazare - Versailles-Rive-Droite (Groupe II)
- Paris-Saint-Lazare - Saint-Germain-en-Laye (Groupe III)

## Diensten
Het station wordt aangedaan door verschillende treinen van Transilien lijn L:
- Tussen Paris Saint-Lazare en Cergy-le-Haut
- Tussen Paris Saint-Lazare en Nanterre - Université/Maisons-Laffitte
- Tussen Paris Saint-Lazare en Versailles - Rive Droite

## Vorige en volgende stations
| Richting                                   | Vorig station      | Lijn    | Volgend station                     | Richting           |
| ------------------------------------------ | ------------------ | ------- | ----------------------------------- | ------------------ |
| Nanterre - Université (ofMaisons-Laffitte) | Asnières-sur-Seine | Trans L | Pont-Cardinet                       | Paris Saint-Lazare |
| Cergy-le-Haut                              | Bécon-les-Bruyères | Trans L | Pont-Cardinet of Paris Saint-Lazare | Paris Saint-Lazare |
| Versailles - Rive Droite                   | Asnières-sur-Seine | Trans L | Pont-Cardinet                       | Paris Saint-Lazare |